# Franz Mileder
Franz Mileder (ur. 15 lutego 1891 w Wiedniu) – austriacki zapaśnik walczący w stylu klasycznym. Olimpijczyk z Paryża 1924, gdzie zajął trzynaste miejsce w wadze ciężkiej.
Brązowy medalista mistrzostw świata w 1911 i czwarty w 1913. Zdobył brązowy medal mistrzostw Europy w 1912 roku.

## Letnie Igrzyska Olimpijskie 1924
| Konkurencja             | Rundy eliminacyjne  | Rundy eliminacyjne      | Klas. końcowa |
| Konkurencja             | Przeciwnik I        | Przeciwnik II           | Miejsce       |
| ----------------------- | ------------------- | ----------------------- | ------------- |
| +82,5 kg styl klasyczny | Edmond Dame (FRA) P | Edil Rosenqvist (FIN) P | 13.           |